# 橋本紗和
橋本 紗和（はしもと さわ、1986年10月18日 - ）は、長崎県出身のタレント、グラビアアイドルである。

## 来歴
- 地元・長崎でモデル活動をしていた2003年3月、全日本GT選手権イメージガール「tiara（ティアラ）」のメンバーに選ばれ芸能界デビュー。当時の所属事務所はスタイルコーポレーション。
- 2003年10月には「ファイブスターガール」に福下恵美らと共に選ばれる。
- 2005年には所属事務所をJMOに移籍し、雑誌グラビアなどで活動していたが、現在は退所している。
- 2007年10月、DVD「さわわ ふっかchu」をリリースし活動を再開したが、その後の目立った活動はない。

## 人物
- 趣味：料理、音楽鑑賞
- 特技：クラシックバレエ、ジャズダンス

## 出演
- 映画「新スパイガール大作戦」（2008年5月公開）

## DVD
- Groovy（2003年5月21日発売、STYLE JAPAN MUSIC）
- 長崎の恋の物語（2003年10月15日発売・ポニーキャニオン）
- Pure smile 橋本紗和（2005年11月25日発売・竹書房）
- さわわ ふっかchu（2007年10月10日発売、ビーエムドットスリー）

## tiaraとしての活動
- Girls be Ambitious!（CD、2003年9月発売）
- Road of tiara（DVD、2004年2月発売）